# نیکلاس رینیر
نیکلاس رینیر (انگلیسی: Nicolas Raynier؛ زادهٔ ۴ مارس ۱۹۸۴) بازیکن فوتبال اهل فرانسه است.
از باشگاه‌هایی که در آن بازی کرده‌است می‌توان به باشگاه فوتبال لیل، باشگاه ورزشی آمیان، و آ.اس موناکو اشاره کرد.